# Antoni López i Llausàs
Antoni López i Llausàs (Barcelona, 25 de gener de 1888 - Buenos Aires, 14 de juliol de 1979) fou llibreter, distribuïdor i editor. Fill del llibreter Antoni López i Benturas i net del llibreter Innocenci López i Bernagossi.

## Biografia
Antoni López i Llausàs va néixer al carrer Nou de Sant Francesc de Barcelona, fill d'Antoni López i Benturas i de Carme Llausàs i Corominas, ambdós de Barcelona.
Continuador de la tradició editora dels López va dirigir alguns números de L'Esquella de la Torratxa. Distanciat del seu pare, funda una agència de publicitat i posteriorment la llibreria Catalònia (1924). Des de la llibreria ajuda a donar embranzida al projecte de la Diada del Llibre a celebrar cada 23 d'abril. Com a editor i distribuïdor treballaria amb noms importants de la literatura catalana del moment com Prudenci Bertrana, Carles Soldevila, Josep Maria de Segarra i Josep Pla.
Juntament amb Carles Soldevila treballaria en l'etapa més brillant de la revista D'ací i d'Allà, promouria el setmanari Imatges i la revista satírica El Be Negre. Durant la guerra civil abandona el país. A Argentina aconsegueix la propietat de l'Editorial Sudamericana, on seguiria treballant fins a la seva mort. Des de la gerència d'Editorial Sudamericana va crear una sucursal a Barcelona amb el nom d'editorial Edhasa.
Antoni López es va casar el gener de 1908 amb l'escriptora Maria Teresa Llovet i d'Arnal. El seu fill Jordi López i Llovet va ser un representant de la quarta generació dels López editors. La seva desaparició va suposar un estroncament prematur de la saga. Jordi López va morir l'any 1965 quan dirigia Editorial Sudamericana juntament amb el seu pare.